# 팔레스타인인의 쿠웨이트 탈출
팔레스타인인의 쿠웨이트 탈출은 걸프 전쟁을 전후해서 일어났다. 쿠웨이트가 1990년 8월 이라크에 의해 침공당하기 이전까지는 쿠웨이트에 팔레스타인인 약 40만 명이 거주하고 있었다. 이라크의 쿠웨이트 점령 기간 동안, 처형당할 것이라는 공포, 식량 및 의료품 고갈, 재정적 어려움, 바리케이트에서의 이라크군에 의한 체포의 공포 등으로 인해 팔레스타인인 약 20만 명 가량이 쿠웨이트를 벗어났다. 사막의 폭풍 작전 이후 미국 주도로 이라크군이 패배하여 쿠웨이트 밖으로 밀려나자, 경제적 부담, 거주 제한, 쿠웨이트군에 의한 학대를 걱정하며 팔레스타인인 20만 명 가량이 쿠웨이트를 떠났다. 쿠웨이트 탈출의 원인으로는 팔레스타인 해방기구가 이라크 침공에 호의적인 정책을 핀 것과, 당시 수장 야세르 아라파트가 당시 이라크의 대통령 사담 후세인을 지지한 것도 일부 있다.
쿠웨이트를 탈출한 팔레스타인인 다수는 요르단 국적자였다. 2004년, 마흐무드 압바스가 팔레스타인 해방기구가 이라크 침공을 지지한 것을 사과하며 팔레스타인 지도부와 쿠웨이트 간 정치적 상황이 개선되었다. 2012년 쿠웨이트의 팔레스타인 대사관이 다시 설립되었으며, 팔레스타인인 8만 명 가량이 쿠웨이트에 살고 있었다.

## 배경
걸프 전쟁 이전 쿠웨이트의 인구 200만 명 중 팔레스타인인은 약 40만 명 가량이었다. 팔레스타인인의 쿠웨이트 도착은 크게 세 시기, 1948년 제1차 중동 전쟁 및 나크바, 1967년 제3차 중동 전쟁, 1973년 욤키푸르 전쟁으로 나눌 수 있다.

## 사건

### 이라크 점령 당시
쿠웨이트에서의 팔레스타인인 대탈출은 1990년 여름부터 시작되었다. 탈출 때는 팔레스타인인과 쿠웨이트인이 섞여 있었으며, 당시 팔레스타인인은 쿠웨이트 인구 중 상당 부분을 차지하고 있었다. 1990년 중반 쿠웨이트에 살던 35만 명 정도의 팔레스타인인 후손 중 쿠웨이트 침공 당시 빠져나간 숫자는 20만 명 이상이었으며, 원인은 이라크 군사들의 괴롭힘과 협박 및 쿠웨이트의 이라크 관료로 인해 일자리에서 해고되었기 때문이었다. 쿠웨이트에 설립된 이라크 교육부는 1990년 9월 팔레스타인인 3천 명을 해고하였으며, 10월 내내 팔레스타인인의 해고는 계속 이어졌다. 이라크는 쿠웨이트의 팔레스타인 해방기구 사무소에도 압력을 가했지만, 이라크를 지지하는 결집 및 시위를 열기를 거부하였다. 점령 기간 중안 팔레스타인인이 개최한 단 한 차례의 시위는 친쿠웨이트 성격을 띄었으며, 하왈리주의 팔레스타인인들이 당시 쿠웨이트의 아미르였던 자베르 알아마드 알자베르 알사바의 사진을 흔들었다.

### 1991년 3월 탈출
팔레스타인 지도자 야세르 아라파트와 쿠웨이트 침공 주도자 사담 후세인의 친선 관계는 쿠웨이트가 팔레스타인인을 지원하지 않은 배경이 되었다. 1991년 3월 14일 기준, 최초 40만 명 중 쿠웨이트에는 팔레스타인인 20만 명 가량이 남았다. 1991년 3월, 사막의 폭풍 작전과 함께 팔레스타인인의 탈출은 다시 시작되어, 1주일 만에 거의 전원이 쿠웨이트 바깥으로 벗어났다. 쿠웨이트에서는 자국을 떠난 팔레스타인인들이 대부분 요르단 국적자였기 때문에 요르단으로 움직일 수 있을 것이라고 하였다. 뉴욕 타임스에 따르면, 쿠웨이트인들은 팔레스타인인에 대한 분노가 상당히 거셌기 때문에 7개월 점령 기간 동안 떠났던 사람들은 돌아올 가능성이 희박하고 남아있는 몇몇만 계속 살 수 있을 것이라고 밝혔다.

## 이후
쿠웨이트에서 추방된 팔레스타인인 다수는 요르단 국적자였으며, 공식적으로 팔레스타인 출신 요르단인으로 인정되었다.
2004년 쿠웨이트는 당시 팔레스타인 해방기구의 2인자 마흐무드 압바스가 방문할 계획이라고 전했다. 팔레스타인 관계자들은 최초에는 팔레스타인 해방기구가 1990년 이라크의 쿠웨이트 침공을 지지했던 것 때문이라는 분석을 부인했지만, 2004년 12월 12일 팔레스타인 해방기구의 수장이 된 마흐무드 압바스가 팔레스타인의 침공 당시 이라크 및 사담 후세인 지원에 대해 사과했다.
2012년 기준, 쿠웨이트에 살고 있는 팔레스타인인은 약 8만 명 가량이다.

## 같이 보기
- 1948년 팔레스타인인 탈출
- 1991년 이라크 봉기